# Louis de Freycinet

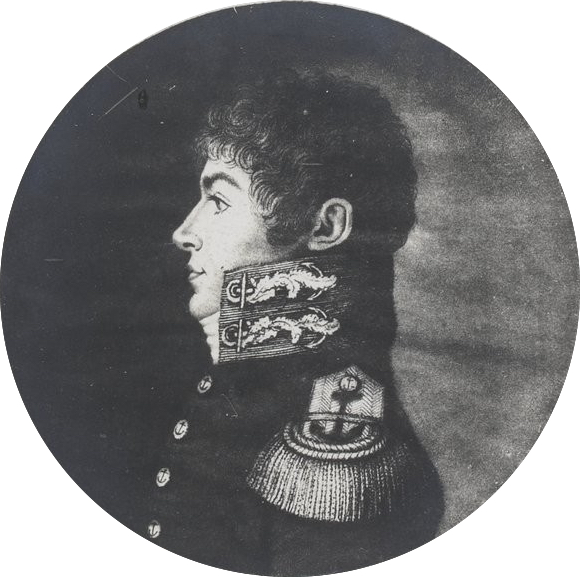
Louis de Freycinet

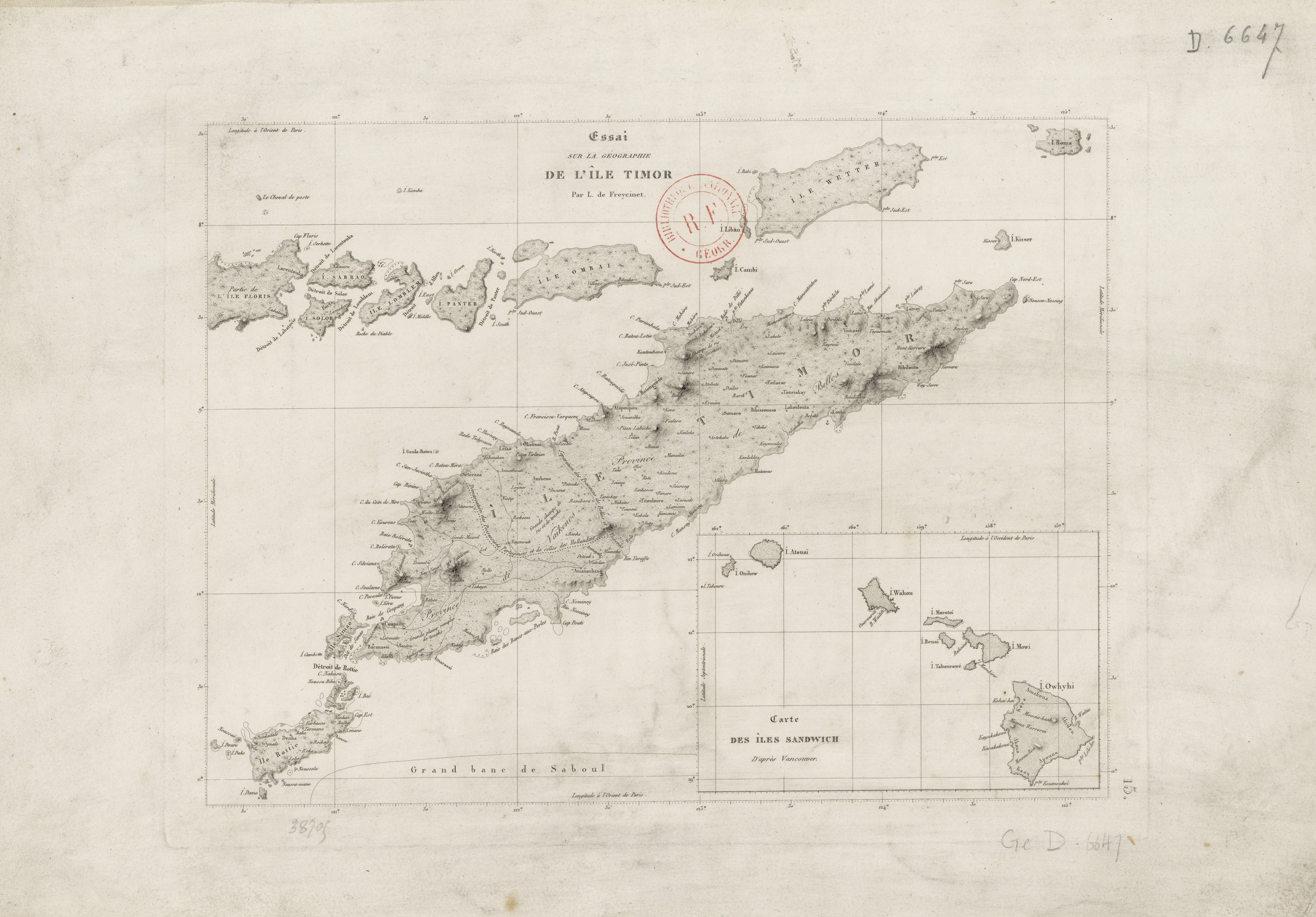
Karte von Timor und den Sandwichinseln von Freycinet (1820)

Louis Claude Desaulces de Freycinet (* 7. August 1779 in Montélimar; † 18. August 1842 in Loriol-sur-Drôme, Département Drôme) war ein französischer Entdecker.

## Leben
Freycinet trat 1794 in den französischen Marinedienst ein und begleitete mit seinem älteren Bruder, Louis Henri (1777–1840), 1800 den Entdeckungsreisenden Kapitän Nicolas Baudin nach Australien, auf der so genannten Baudin-Expedition. Nach seiner Rückkehr 1804 wurde er Schiffsleutnant und im Jahr darauf beim Depot der Marine für Karten und Pläne angestellt. Nach dem Tode von François Péron setzte er die Arbeit an der Herausgabe des offiziellen Expeditionsberichtes der Australienreise fort. Wie sein Vorgänger erwähnte auch er den Leiter der Expedition Nicolas Baudin mit keinem Wort. Unter anderem verfasste er auch eine Übersicht über die „Königreiche der Insel Timor“, eine wichtige Quelle über die Insel in dieser Zeit.
Als Kapitän des Schiffes Uranie unternahm er 1817 bis 1820 eine neue Reise in die Südsee, Stationen waren Gibraltar (die „Uranie“ war das erste französische Schiff, das in der britischen Kronkolonie nach den napoleonischen Kriegen anlegte), Santa Cruz de Tenerife auf Teneriffa, Rio de Janeiro, die Kapkolonie, Mauritius und Réunion, die Shark Bay an der Westküste Australiens, Timor, Waigeo im Norden von Neuguinea, das durch seine Äquatornähe seine Messungen begünstigte, Guam auf den Marianen, die Hawaii-Inseln, Sydney und die Falklandinseln, wo die Uranie in der französischen Bucht Schiffbruch erlitt. Nach zwei Monaten auf den kargen Inseln wurden sie von dem amerikanischen Schiff Mercury gerettet, das einige südamerikanische Revolutionäre nach Valparaíso bringen sollte. De Freycinet kaufte das Schiff, benannte es um in Physicienne und ließ sich und seine Besatzung nach Montevideo bringen und erreichte über Rio de Janeiro fahrend wieder Frankreich. Mitglieder seiner Expedition waren unter anderem Fähnrich Louis Isidore Duperrey, der Botaniker Charles Gaudichaud-Beaupré sowie die Maler Jacques Arago und Adrien Taunay (1803–1828). Während der Reise traf er unter anderem den russischen Weltumsegler Otto von Kotzebue in Kapstadt und den späteren Antarktisforscher James Weddell auf den Falkland-Inseln. Später benannte Gaudichaud-Beaupré die auf dieser Reise entdeckte Pflanzengattung Freycinetia nach ihm.
Nach der Reise war er weitgehend von der Veröffentlichung des mehrbändigen Expeditionsberichtes in Anspruch genommen, der die Kapitel Sprachstudien, Zoologie, Botanik, Pendelbeobachtungen, Beobachtungen des Magnetismus, Meteorologie und Hydrographie umfasste. Für seine Arbeiten auf dem Gebiet der Kartographie und der Messung des Erdmagnetfeldes wurde er zum Mitglied der Académie des sciences ernannt, die wissenschaftlichen Ergebnisse seiner Expedition wurden von einer hochkarätig besetzten Gutachterkommission, zu der auch Alexander von Humboldt gehörte, gewürdigt.
Während seiner Weltumsegelung wurde er von seiner Frau Rose de Freycinet begleitet, die sich im Abfahrtshafen Toulon als Mann verkleidet heimlich an Bord geschlichen hatte. In Briefen in ihre Freundin Caroline de Nanteuil berichtet sie vom Fortgang der Fahrt. Diese Briefe wurden 1927 von dem Historiker Charles Duplomb als Buch herausgegeben und dürften der erste schriftliche Bericht einer Reise um die Welt sein, der von einer Frau stammt.
1830 zog sich Louis de Freycinet auf seinen Landsitz Loriol zurück, wo er am 18. August 1842 starb.

## Benennungen
- Der Freycinet-Nationalpark auf der Freycinet-Halbinsel in Tasmanien ist nach dem Entdecker benannt.
- Die Isla Freycinet der Wollaston-Inselgruppe am Kap Horn in Chile ist ebenfalls dem Weltumsegler gewidmet.
- Die Îlot Freycinet vor Nouméa ist hingegen nach seinem Neffen Louis René de Freycinet benannt, der 1852–1856 die Küste Neukaledoniens verzeichnete.[5]
- Freycinets Epaulettenhai trägt seinen Namen, da er das Musterexemplar vor Indonesien sammelte.[6]
- Das Freycinet-Großfußhuhn wurde von einem Naturforscher nach ihm benannt, der Freycinet auf seiner Weltumsegelung begleitete.
- Neben der Freycinetia hat auch die auf Hawaii endemische Sandelholzbaumart Santalum freycinetianum aus der Gattung Santalum Freycinet als ihren Namensgeber.[7]

## Werke
- F.A.Péron, L. Freycinet: Voyage de Découvertes aux Terres Australes, executé par ordre de Sa Majesté l'Empereur et Roi, sur les corvettes Le Géographe, Le Naturaliste, et la goelette Le Casuarina, pendant les Annés 1800, 1802, 1803 et 1804. 2 Bände, Paris 1807 und 1816, und Atlas 1811.
- Voyage de découvertes aux terres australes pendant les années 1800-4. 4 Bde. u. Atlas (2. Aufl. Paris 1824–1825)
- Voyage autour du monde pendant les années 1817-20. 13 Bde. (Paris 1824–1844)
  - Historique T. 2, Pt. 1